# Manteo de debajo

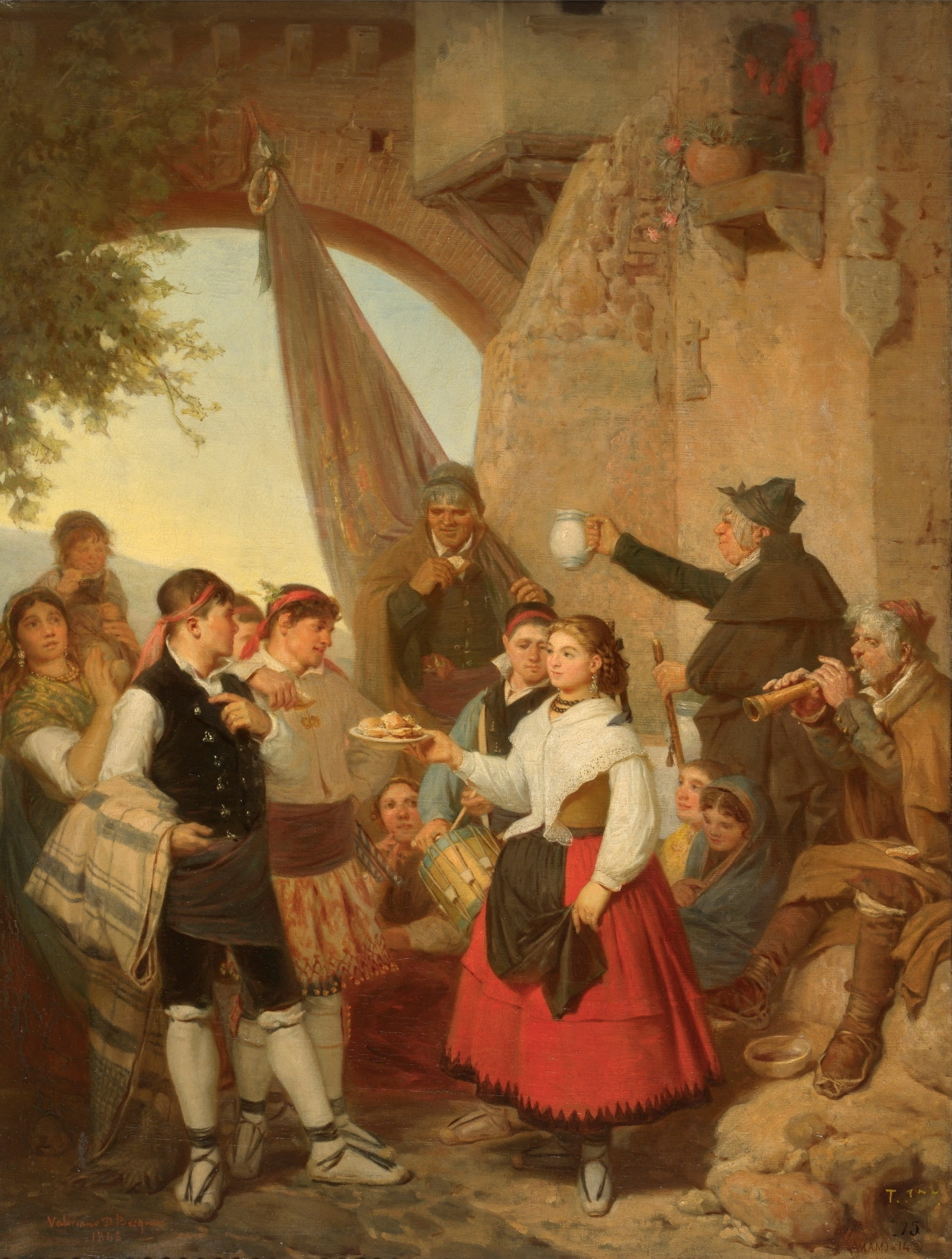
Manteo encarnado en el cuadro de costumbres de Valeriano Domínguez Becquer, titulado El presente (tradiciones del Moncayo), 1866.

Manteo de debajo o faldellín es la denominación popular para una prenda de mujer, similar a una falda, usada desde la segunda mitad del siglo XVI y conservada en el medio rural como falda exterior hasta bien entrado el XX. En el conjunto de la indumentaria femenina tradicional aparece a veces asociado o identificado con otras prendas como la "pollera" y distintos tipos de refajos.

## Tipología y uso
En su origen, el manteo fue una falda interior confeccionada con bayeta o paño de lana basta, solapada por delante y muy usada en el medio campesino español, como alternativa de la saya o para abrigo por debajo de la basquiña. Con el tiempo su uso en la indumentario popular lo convirtió en falda exterior. Algunos investigadores consideran que en la práctica los manteos y refajos serían una misma prenda, con posible diferenciación a partir de su uso 'para debajo' o como prenda de abrigo usada interiormente. Se anotan incluso fechas -en el norte de la Meseta Central y en general la España septentrional- como el año 1791 limitando la denominación de manteo para las prendas de ropa interior. También se cita el Diccionario de la Real Academia, donde a partir de 1803, el manteo ya no se especifica como prenda de ropa interior.
Se menciona como color más habitual el encarnado, aunque también abundan los manteos de tonos marrones, amarillos y blancos.

### Traje de manteo

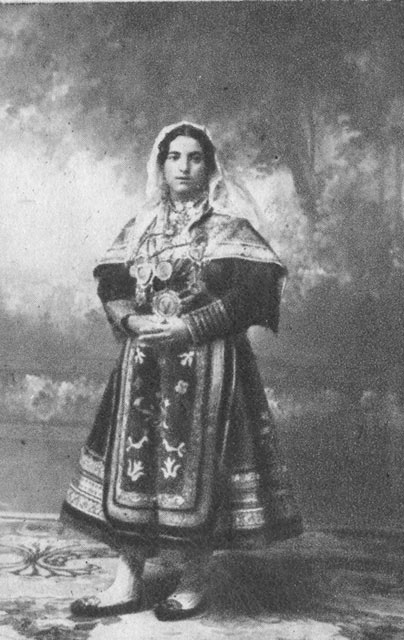
Serrana de La Alberca (Salamanca), Fondo fotográfico de la Fundación Joaquín Díaz.

En el entorno geográfico de la Peña de Francia y la Sierra de Béjar, en la provincia de Salamanca, se han conservado interesantes ejemplos de vestimenta, con modelos tradicionales de manteo tan singulares como los de La Alberca o Candelario. La investigadora Álvarez Curto describe el traje de manteo albercano -menos majestuoso y típico que el de Candelario- con las siguientes características esenciales:
1. compuesto de jubón (de terciopelo negro o labrado en colores) y refajo (falda abierta por detrás, es decir cortada en forma de manteo, o sea de capa) que se cubre con otra falda de tono oscuro;
2. esta saya se adorna con una tirana (franja de terciopelo labrado que remata en un festón calado);
3. el conjunto está confeccionado con un fino paño de color negro y bordado con "mostacilla" o "trencilla";
4. encima se luce la "madila", de tela fuerte también bordada y con un volante de seda o raso (algunos estudiosos consideran esta prenda como tradición del bernio, es decir como atávica garantía de la fertilidad y virginidad);
5. mantón de Manila sobre los hombros, en sustitución del típico dengue salmantino (charro);
6. sobre el mantón se colocan las alhajas de oro o plata dorada (collares de los que cuelgan cruces, santos, veneras (medallas esmaltadas), galápagos, relicarios);
7. como detalle lujoso añadido, el manteo se acompaña con mantilla para la cabeza.

## En la literatura y la cultura popular
Las referencias al manteo menudean en la literatura española e hispanoamericana en sus muy diversas manifestaciones. Asimismo ha quedado recogida con generosidad en refraneros, coplas, coplillas y cantares, como puede leerse en este ejemplo:

Debajo de la pompa de tu refajo
de tu refajo,

pasaba yo el invierno y el mes de marzo.

Debajo de la pompa. de tus enaguas

de tus enaguas,

pasaba yo el invierno, aunque nevara.

Debajo de la pompa de tu manteo,

de tu manteo,
pasaba yo el invierno y el mes de enero.
Popular

## En la época de los Austrias
Es decir, un periodo de tiempo que comprende principalmente los siglos XVI y XVII. En esta época el manteo se conocía también con el nombre de enaguas, aunque esta denominación ha ido designando prendas distintas. Se tiene muchas referencias por las descripciones que Lope de Vega hacía en sus obras. Según este autor, el manteo se usaba debajo del monjil, que era una especie  de hábito completo que llegaba hasta los pies.

"Debajo de un monjil de capichola,
al bajar el estribo, se descubre

un manteo turquí...mal dije,

sola la guarnición de oro que le cubre."
La mal casada (1621)  Lope de Vega

El manteo cubría desde la cintura a los pies. En esta época era una prenda lujosa que alcanzaba precios elevados, hecha de tejidos de seda o brocatel, prevaleciendo los adornos caros de oro y plata, aunque también los había más pobres, aquellos que usaba la clase popular, de telas más bastas pero con el lujo añadido de la buena pasamanería. En un pasaje de Guzmán de Alfarache de Mateo Alemán se dice:

... pidiome una vez que le comprase un manteo de damasco carmesí, que vendía un corredor de la Puerta del Sol con muchos abollados y pasamanos de oro, y no querían por él menos de mil reales...
Mateo Alemán

### Inventarios
Los inventarios que se conservan tanto en archivos particulares como estatales son un buen testimonio de la presencia de esta prenda en la indumentaria femenina. Éste puede ser un ejemplo de los muchos que existen:
- Inventario de los bienes del duque del Infantado hecho en 1624[13] en el que se da cuenta de doce manteos con su descripción, tejido y coste; uno de ellos dice ser «Un manteo de tabí[nota 2] encarnado con pasamanos de plata y ribetes engandujados»